# Włoszczowa

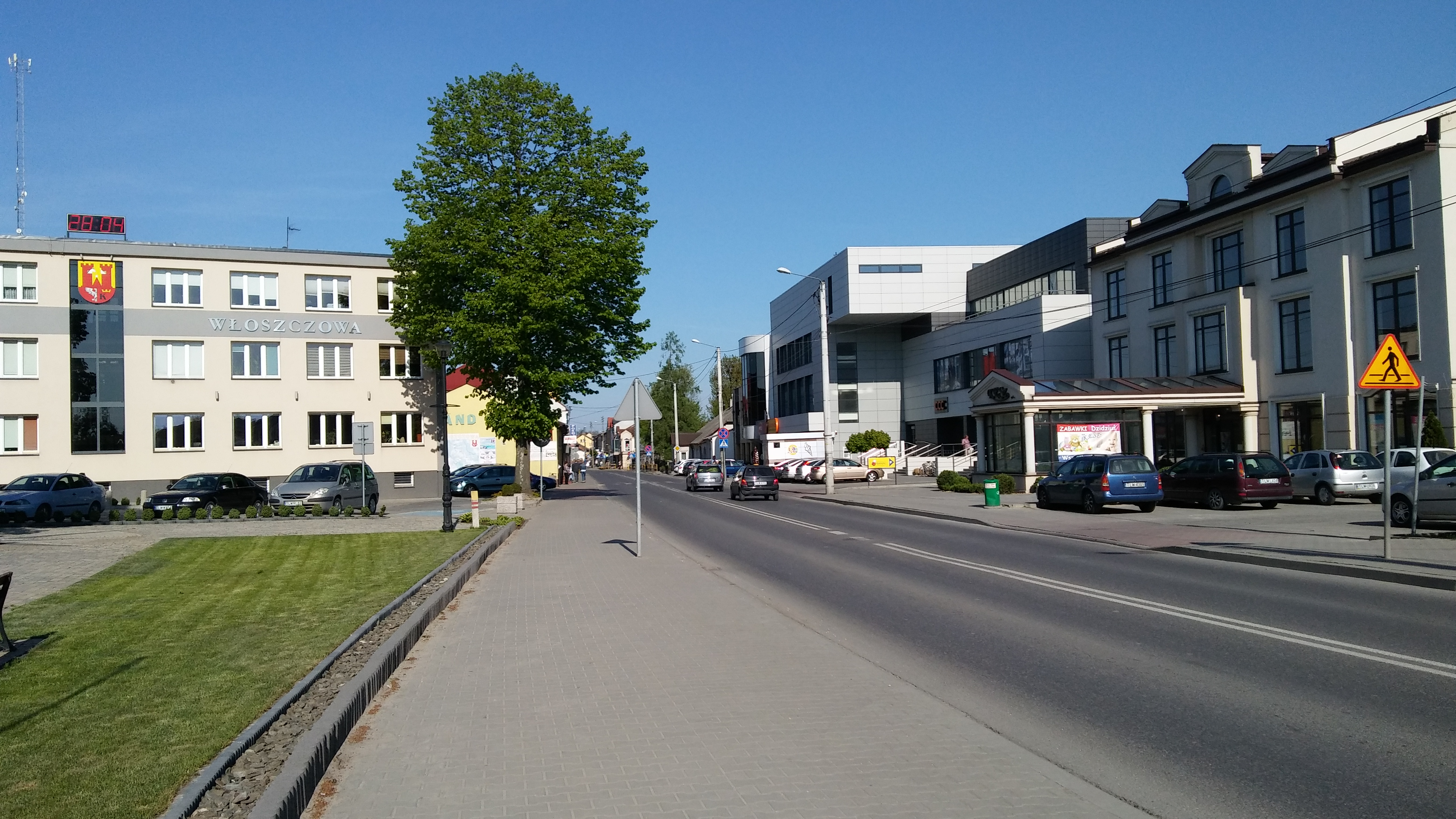
Budynek Urzędu Miasta i Gminy Włoszczowa

Włoszczowa – miasto powiatowe w Polsce w województwie świętokrzyskim. Siedziba władz gminy Włoszczowa i powiatu włoszczowskiego. Położone na Wyżynie Przedborskiej. W mieście funkcjonuje drobny przemysł drzewny, spożywczy, obróbki aluminium, budowlany oraz elektryczny. Według danych z 1 stycznia 2018 Włoszczowa liczyła 10 096 mieszkańców.

## Położenie
Włoszczowa znajduje się we wschodniej części Niecki Włoszczowskiej na Wyżynie Przedborskiej. Północno-wschodnią granicę miasta wyznacza rzeka Czarna Struga należąca do dorzecza Pilicy. W południowej części miasta znajduje się niewielkie wapienne wzniesienie nazywane Czarnecką lub Ewińską Górą – najwyższy punkt w granicach miasta – 271 m n.p.m.
Według danych z 1 stycznia 2011 r. powierzchnia miasta wynosiła 30,30 km².
Włoszczowa jest położona w historycznej Małopolsce, leżała w ziemi sandomierskiej, następnie w powiecie chęcińskim w województwie sandomierskim oraz ziemi radomskiej.
W latach 1975–1998 miejscowość administracyjnie należała do województwa kieleckiego.

## Nazwa
Prawidłowo nazwa miasta odmienia się przez przypadki rzeczownikowo (jak Warszawa), z dopełniaczem: „Włoszczowy”, natomiast spotykana odmiana przymiotnikowa: „Włoszczowej” jest obecnie uważana za błędną.

## Demografia

### Liczba ludności
W 1827 w mieście było 1353 mieszkańców.
W 1857 w mieście było 2102 mieszkańców (w tym 1257 wyznania mojżeszowego).
W 1876 było 4359 mieszkańców (w tym 2631 wyznania mojżeszowego).

Przed 1893 było 4536 mieszkańców (w tym 3253 wyznania mojżeszowego, 33 prawosławnego).

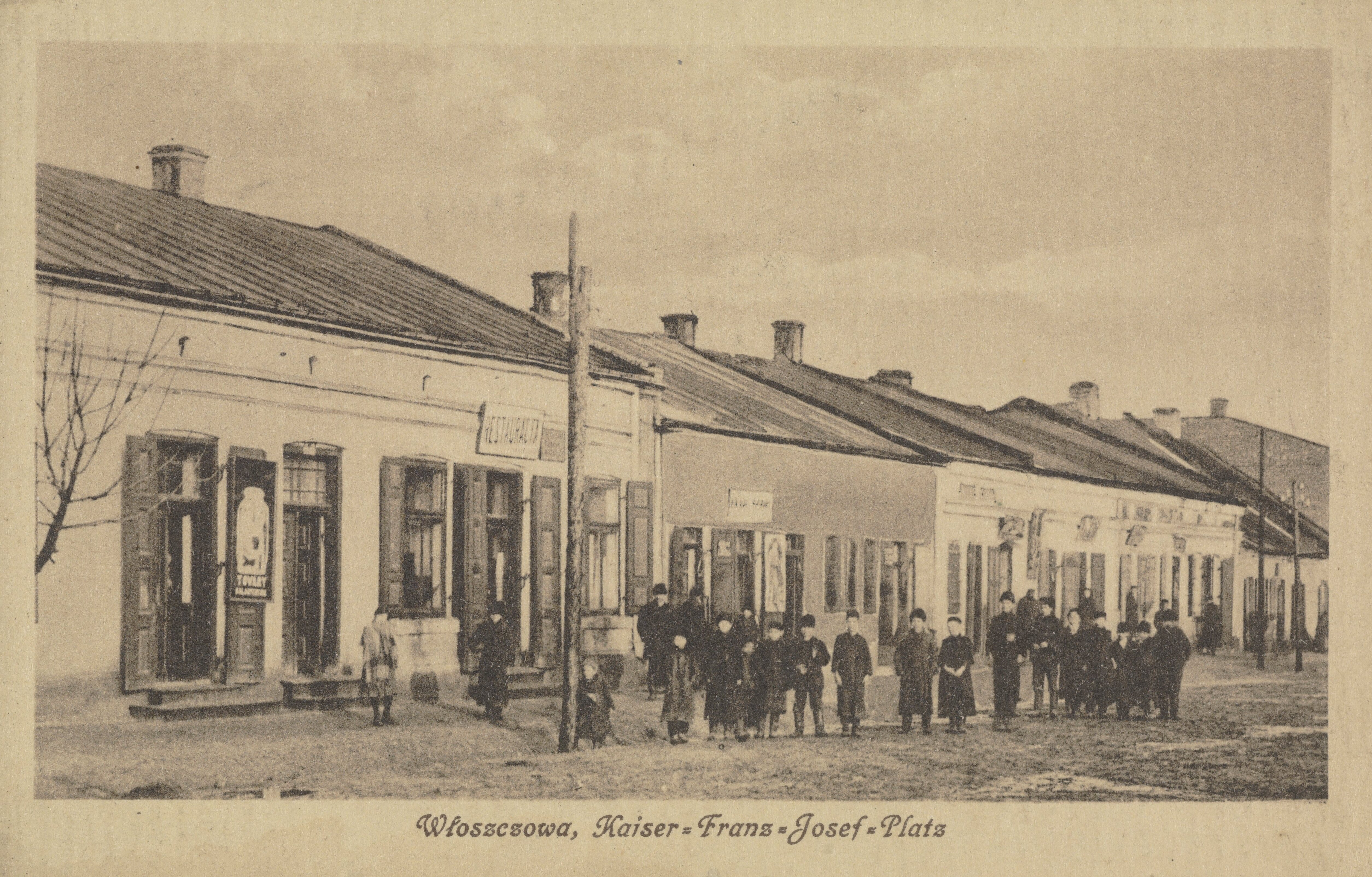
Włoszczowa lata 1906-1908
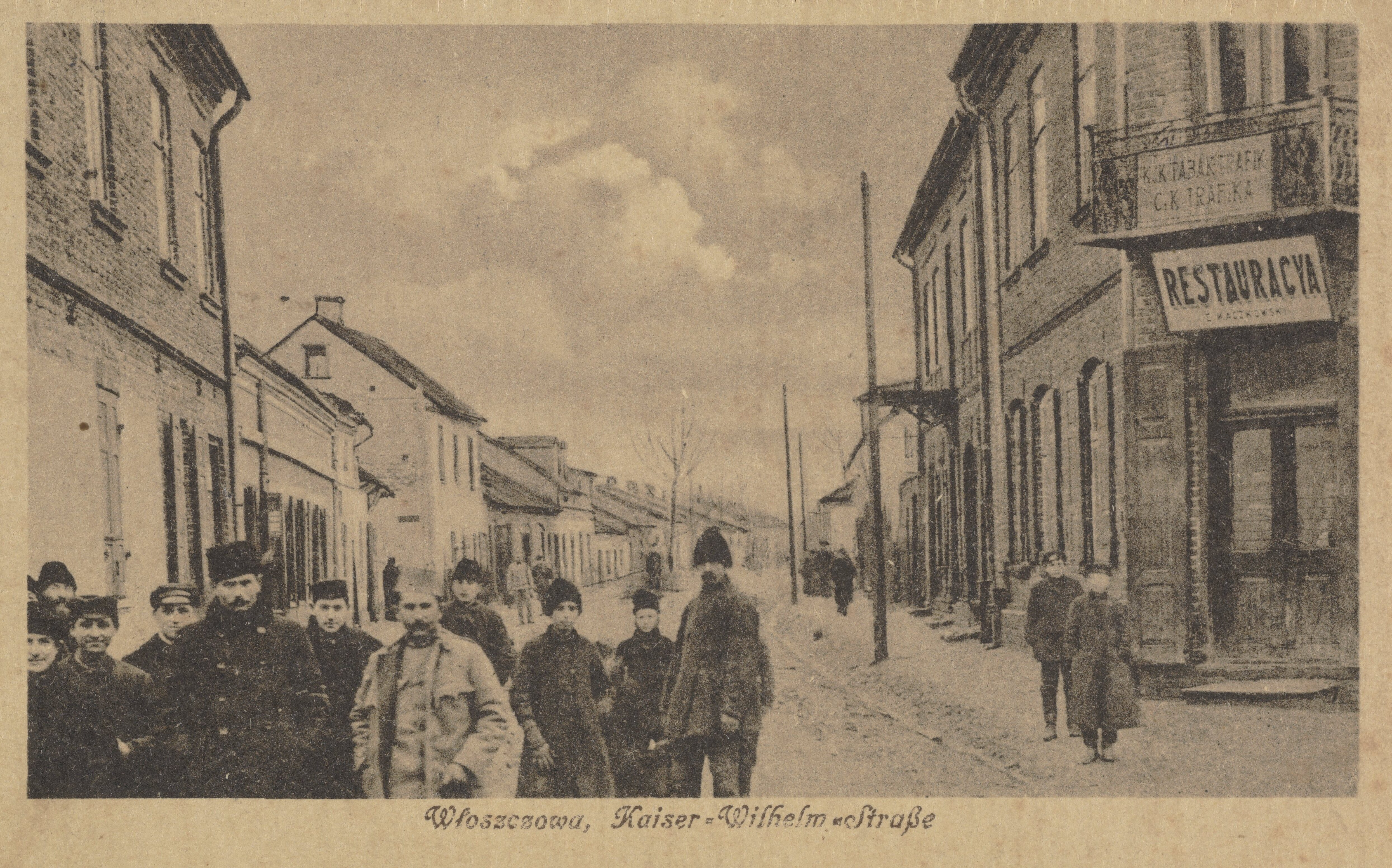
Włoszczowa lata 1906-1908

- 1900 - 3 724
- 1910 - 7 656
- 1925 - 5 479
- 1933 - 6 900
- 1939 - 7 164
- 1946 - 4 676
- 1950 - 5 260
- 1960 - 6 057
- 1970 - 7 273
- 1978 - 8 707
- 1988 - 10 388  [12]
- 1995 - 11 064
- 1996 - 10 955
- 1997 - 11 039
- 1998 - 11 067
- 1999 - 10 780
- 2000 - 10 830
- 2001 - 10 755
- 2002 - 10 728
- 2003 - 10 727
- 2004 - 10 756
- 2005 - 10 796
- 2006 - 10 780
- 2007 - 10 764
- 2008 - 10 685
- 2009 - 10 700
- 2010 - 10 657
- 2011 - 10 763
- 2012 - 10 675
- 2013 - 10 545
- 2014 - 10 417
- 2015 - 10 269
- 2016 - 10 165
- 2017 - 10 096
- 2018 - 10 043
- 2019 - 9 924
- 2020 - 9 798
- 2021 - 9 708  [13]

## Zabytki
W miejscowości można obejrzeć:
- Ślady wczesnośredniowiecznego grodziska (kopiec św. Jana Nepomucena) z XII–XIII wieku. Prawdopodobnie było to grodzisko stożkowe z wieżą obronną. W odległości kilku metrów od podstawy kopca widać ślady fosy. Na jego szczycie znajduje się figura świętego Jana Nepomucena (stąd nazwa kopca) wykonana w stylu barokowym.
- Pozostałości założeń obronnych po dworze obronnym Szafrańców (herbu Stary Koń) z XVI wieku.
- Kościół Wniebowzięcia Najświętszej Marii Panny z XVII wieku, rozbudowany w XIX wieku. Wewnątrz barokowy obraz Matki Bożej ze św. Joachimem i Józefem z połowy XVII wieku. Zbudowany na planie krzyża. Bryła świątyni wybudowana w połowie XVII wieku. Mniejsza wieża – tzw. „sygnaturka” pochodzi z 1874 roku. Duża wieża (dzwonnica z zegarem) wzniesiona została ok. 1896 roku jako wotum dziękczynne ufundowane przez ocalałych po epidemii cholery.
- Kaplica Wszystkich Świętych wybudowana w latach 1786–1788 przez Ewę Małachowską żonę Mikołaja Małachowskiego (cm. parafialny z XVII w.) w stylu klasycystycznym.
- Figurki św. Floriana z pierwszej połowy XIX wieku w Rynku oraz z XVIII wieku przy ul. Kusocińskiego. W miejscu tej drugiej do połowy XVII wieku znajdował się modrzewiowy kościół parafialny pod wezwaniem św. Jakuba.
- Szkoła Podstawowa nr 1 (budynek z 1922 r.). W czasie okupacji hitlerowskiej w budynku szkoły mieścił się wojskowy szpital.
- Układ urbanistyczny centrum miasta z XVI w.

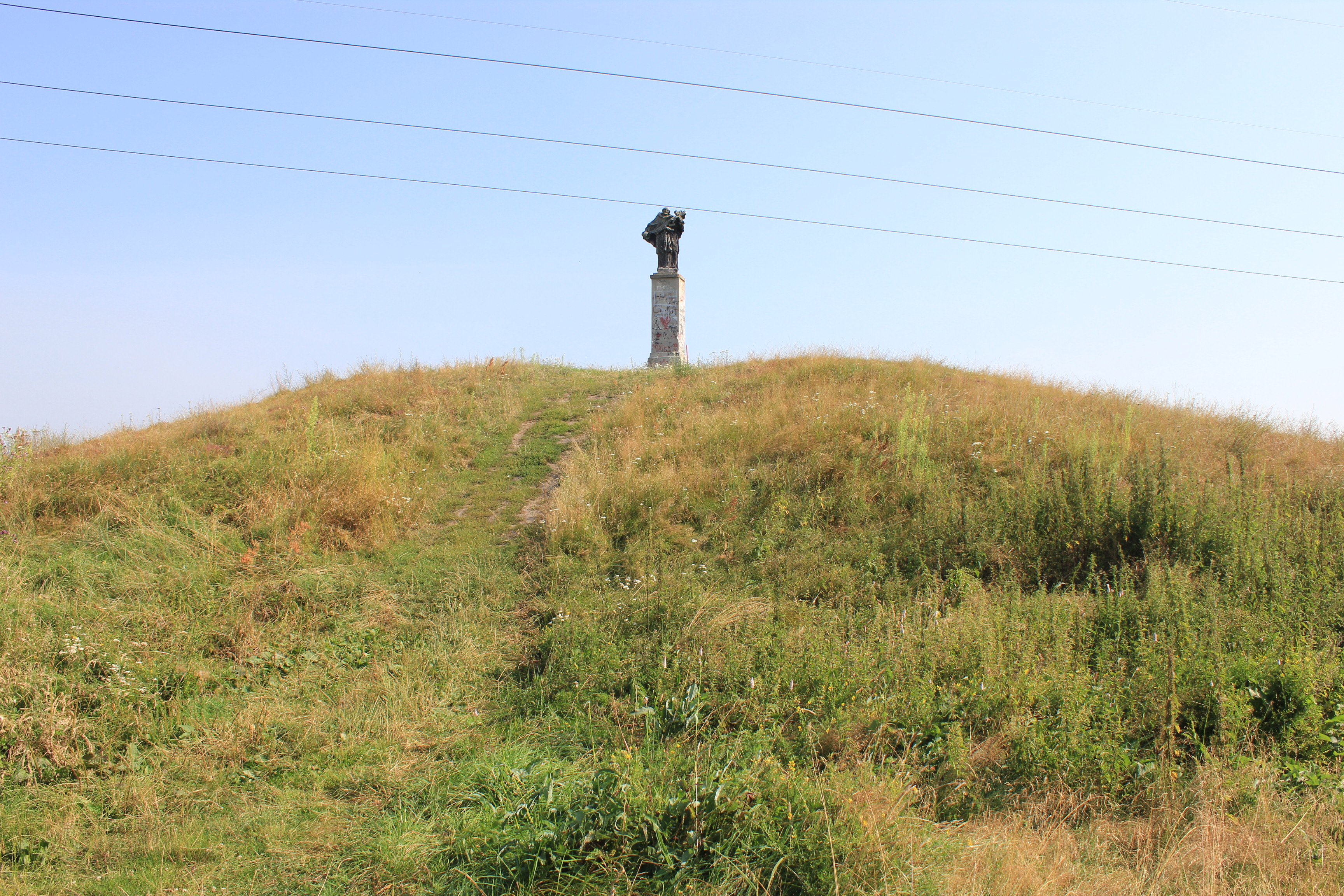
Kopiec św. Jana Nepomucena
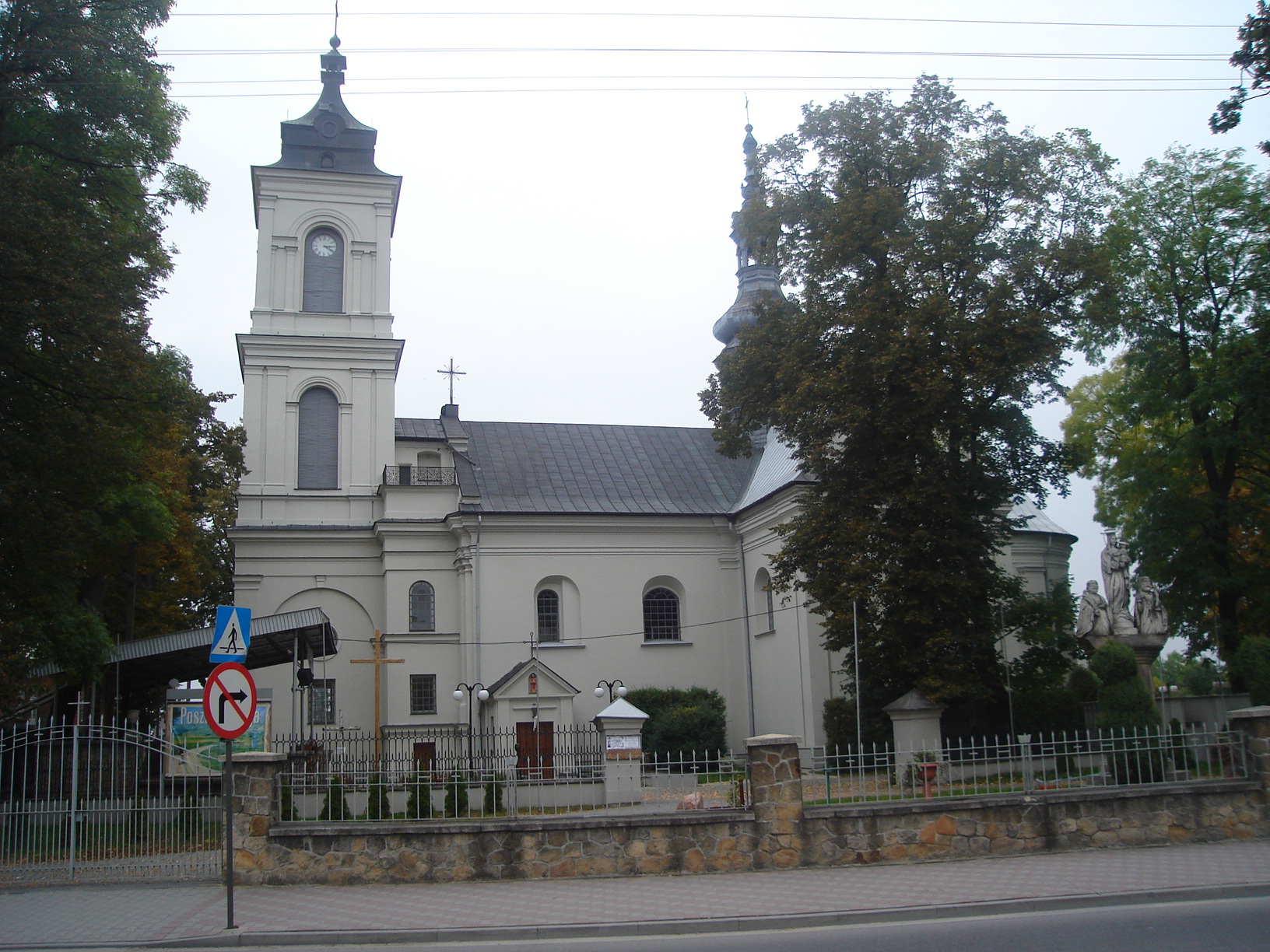
Kościół Wniebowzięcia Najświętszej Marii Panny
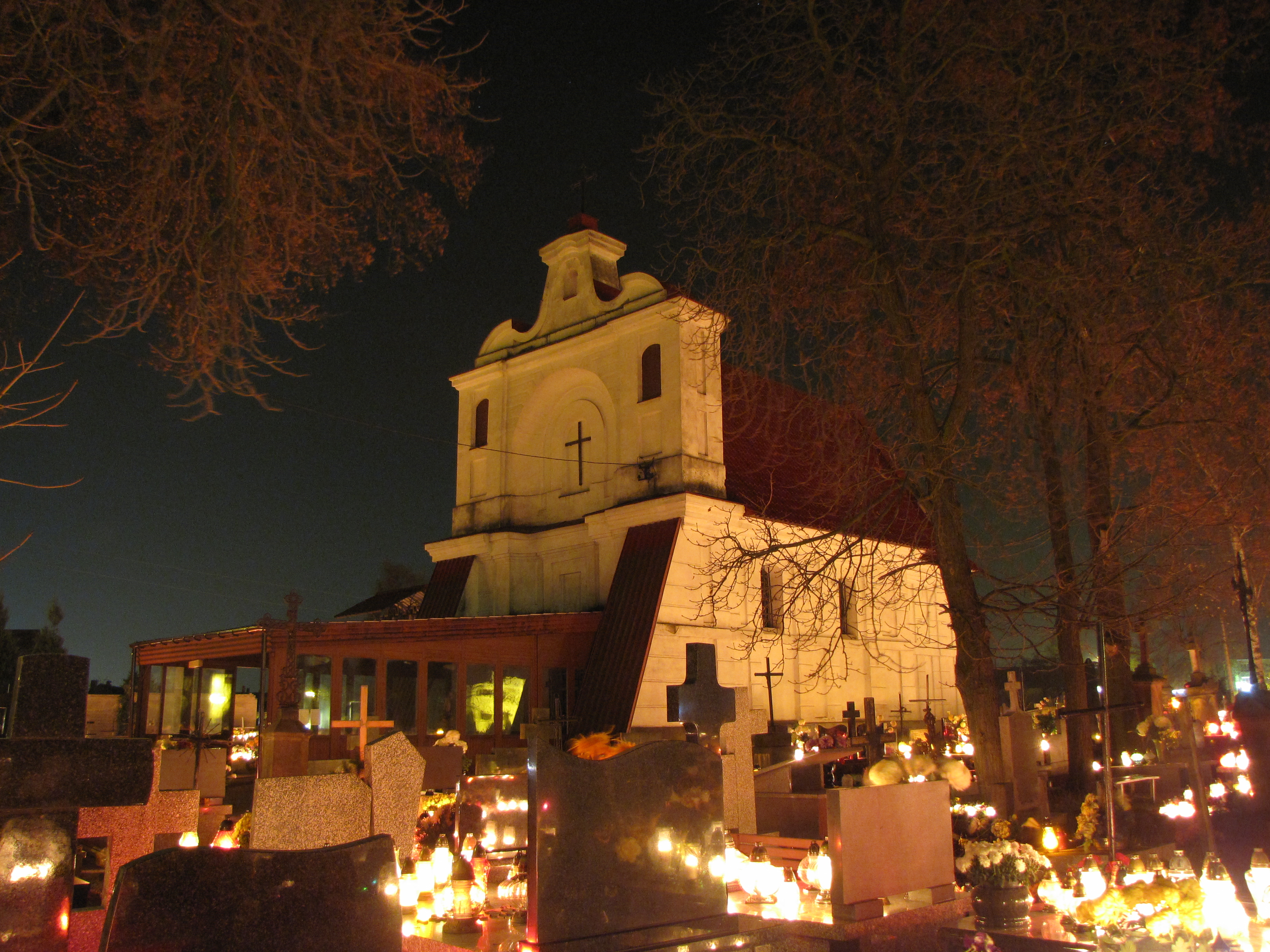
Kaplica Wszystkich Świętych

## Historia
Kalendarium historii miasta:

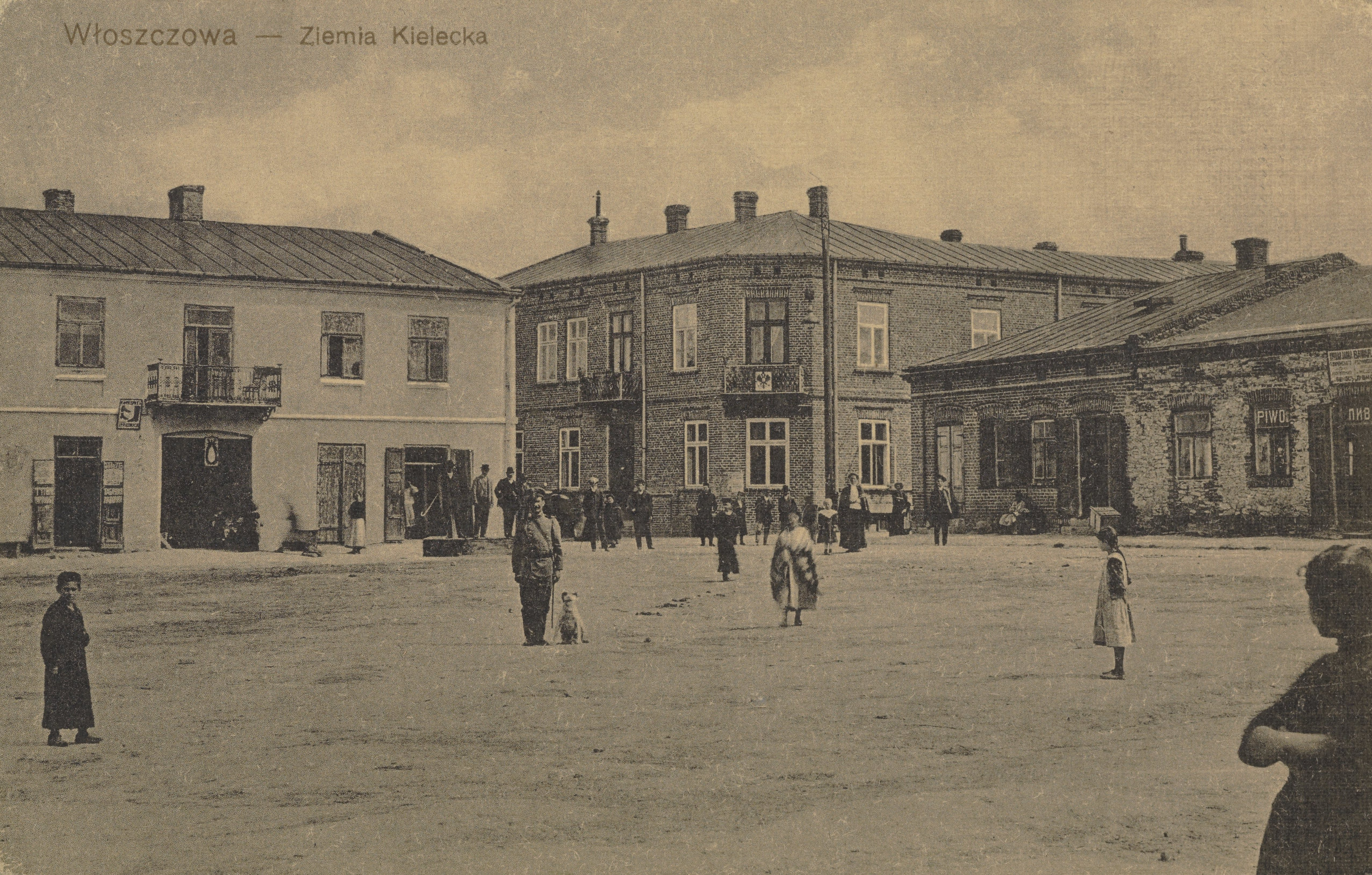
Włoszczowa około 1913

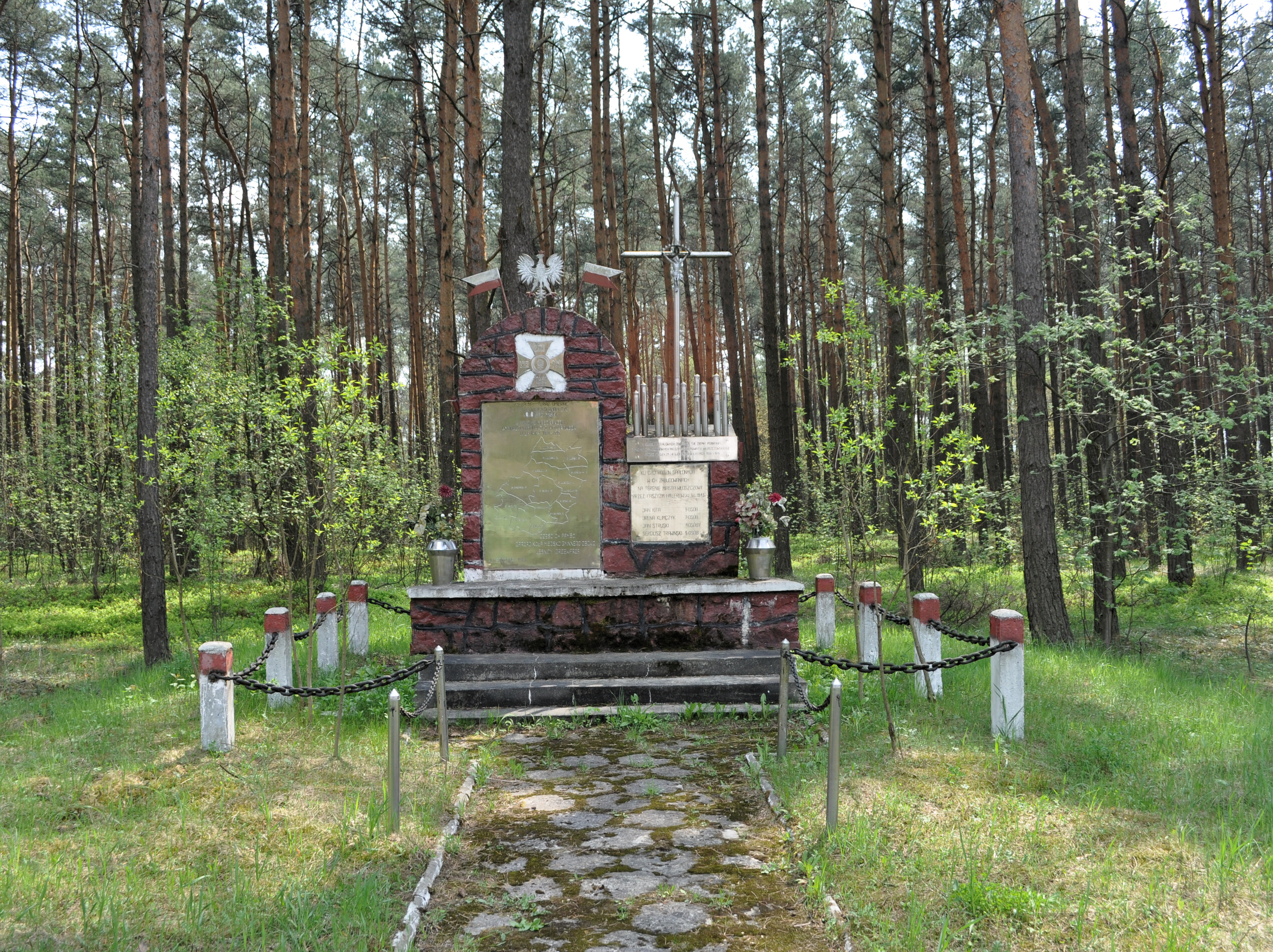
Pomnik ku pamięci pomordowanych przez Niemcy hitlerowskie

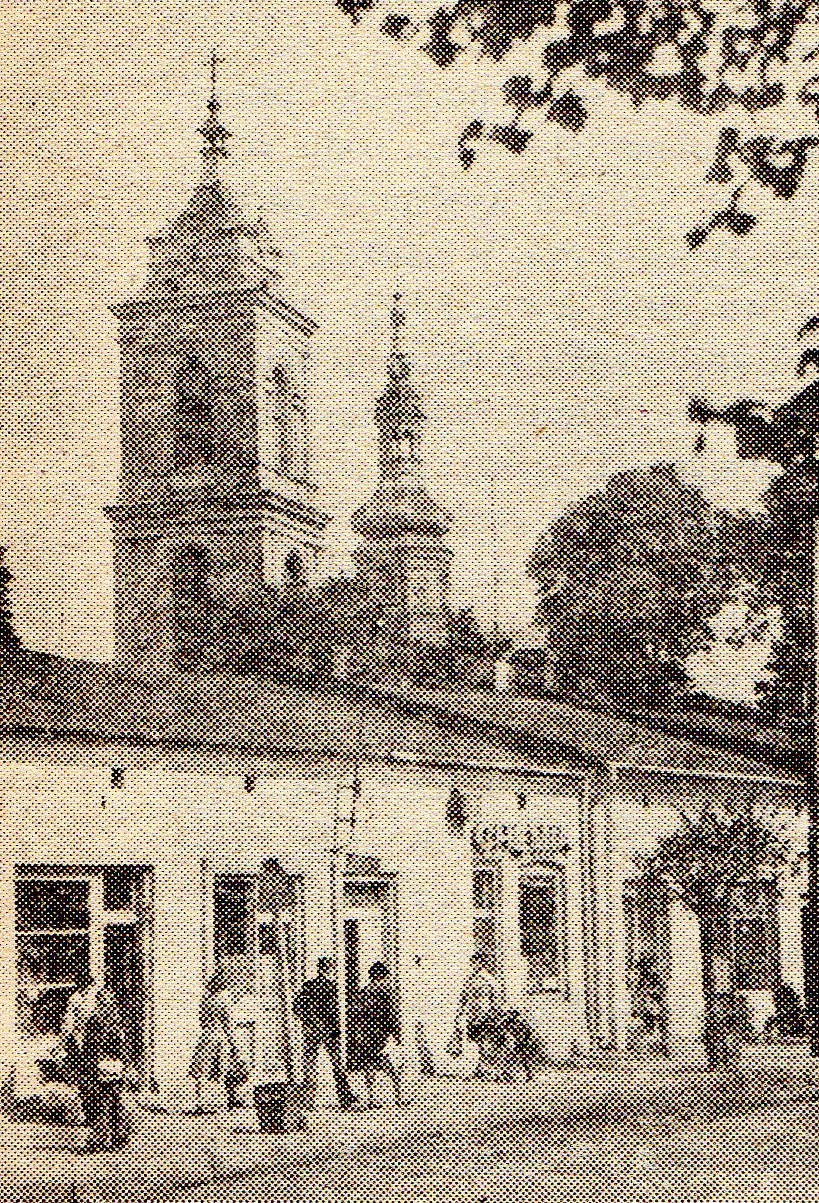
Włoszczowa w 1979 r.

- Pierwsza wzmianka o Włoszczowie pochodzi z roku 1154. Wówczas Henryk Sandomierski przekazał miejscowość o nazwie Vloszcova Joannitom z Zagości.
- W XV wieku Piotr z Radomina z rodu Pierzchałów posiadał w pobliżu miejscowości gródek rycerski z wieżą, do której prowadził most
- Prawa miejskie nadane w 1539 roku przez króla Zygmunta I Starego staraniem starosty chęcińskiego Hieronima Szafrańca.
- XVI–XVII wiek – Włoszczowa znajduje się w rękach Szafrańców.
- w 1642 roku miały tu miejsce Objawienia Maryjne[18].
- Od II połowy XVII wieku wzmożone osadnictwo żydowskie. W języku jidysz miasto było określane jako Vlotscheve.
- Koniec XVIII wieku – miasto było własnością rodu Małachowskich, m.in. wojewody sieradzkiego Mikołaja Małachowskiego. Jego żona Ewa z Męcińskich zbudowała kaplicę cmentarną pw. Wszystkich Świętych.
- Według Skorowidzu Miejscowości Rzeczypospolitej Polskiej, t. III. województwo kieleckie, wyd. w Warszawie w 1925 r., Włoszczowa liczyła 5479 mieszkańców, w tym 2565 wyznania rzymskokatolickiego, 2910 mojżeszowego; narodowość polską podało 5322 mieszkańców, żydowską – 156, niemiecką – 1.
- Od września 1939 roku pod okupacją niemiecką w Generalnym Gubernatorstwie. We Włoszczowie w latach 1940–1942 istniało getto w rejonie ulicy Kilińskiego na południe od Rynku.
- We wrześniu 1942 roku hitlerowcy wysiedlili prawie całą ludność żydowską miasta[19].
- W 1969 roku powstaje największe włoszczowskie przedsiębiorstwo Zakład Stolarki Budowlanej Stolbud Włoszczowa.
- W 1980 roku oddany do użytku nowy szpital, który jako jeden z pierwszych w Polsce (jeszcze w okresie PRL) otrzymuje imię Jana Pawła II.
- W pierwszej połowie grudnia 1984 r. dwutygodniowy strajk młodzieży Zespołu Szkół Zawodowych przy ul. Wiśniowej w obronie krzyży usuniętych z sal lekcyjnych. Strajkującą młodzieżą opiekowali się księża Marek Łabuda i Andrzej Wilczyński (+ 2000) oraz prob. ks. Kazimierz Biernacki (+1986). Pamiątkowa tablica na budynku szkoły (Strajk szkolny we Włoszczowie (1984)).
- Początek lat 90. XX wieku – okres upadku wielu dużych zakładów pracy, między innymi PTSB „Transbud Kielce” Oddział VI Włoszczowa, PBR (Przedsiębiorstwo Budownictwa Rolniczego), STW  (Spółdzielnia Transportu Wiejskiego) – w mieście panuje ogromne bezrobocie. Sytuacja nieco poprawia się dopiero dekadę później.
- W październiku 2006 miasto uzyskało ekspresowe połączenie kolejowe z Warszawą i Krakowem. Decyzję tę podjęto na skutek osobistych zabiegów ówczesnego ministra Gosiewskiego z Kancelarii Premiera RP, posła z tutejszego okręgu wyborczego. W tym celu przystosowano położoną na przebiegającej na zachód od miasta Centralnej Magistrali Kolejowej stację Włoszczowa Północ do obsługi pociągów pasażerskich[20].
- 3 czerwca 2007 koronacja Obrazu Najświętszej Maryi Panny Opiekunki Rodzin papieskimi diademami pobłogosławionymi przez papieża Benedykta XVI[21].

## Gospodarka
We Włoszczowie istnieje kilka istotnych przedsiębiorstw, w tym Grupa Kapitałowa ZPUE S.A., Okręgowa Spółdzielnia Mleczarska oraz EFFECTOR S.A.

### Spółdzielnia Mleczarska Włoszczowa[23]

#### Powstanie Okręgowej Spółdzielni Mleczarskiej we Włoszczowie
Okręgowa Spółdzielnia Mleczarska we Włoszczowie została założona w kwietniu 1936 roku przez grupę rolników z Włoszczowy i okolicznych miejscowości. Do najbardziej aktywnych inicjatorów należeli: Wit Cholerzyński, Wincenty Nadgłowski z Łachowa, Antoni Klimas z Czarncy oraz Leon Staroszczyk z Włoszczowy. Pierwsza siedziba spółdzielni mieściła się przy ulicy Kilińskiego, w zaadaptowanych pomieszczeniach. Początkowa działalność obejmowała produkcję masła, mleka konsumpcyjnego oraz twarogu. Wybuch II wojny światowej w 1939 roku spowodował przerwę w funkcjonowaniu spółdzielni, jednak okupant wkrótce nakazał wznowienie przyjmowania mleka. Produkty mleczne trafiały głównie do jednostek wojskowych, jednak były także przejmowane przez partyzantów.

#### Reaktywowanie Okręgowej Spółdzielni Mleczarskiej
Dwa lata po zakończeniu wojny zakład został poddany kompleksowej modernizacji, która polegała na zmechanizowaniu obróbki mleka. W 1950 roku w miejsce Okręgowej Spółdzielni Mleczarskiej powołano Powiatowy Zakład Mleczarski. Wkrótce, w 1957 roku na skutek przemian społeczno-politycznych po odwilży październikowej, Spółdzielnię we Włoszczowie reaktywowano.

#### Otwarcie nowego zakładu przy ulicy Kochanowskiego
Wraz ze wzrostem skupu mleka, zwłaszcza w okresie letnim, oraz zwiększeniem jego przetwarzania, pojawiła się potrzeba rozbudowy zakładu mleczarskiego. Szybko podjęto działania modernizacyjne – dobudowano jedno piętro przeznaczone na pomieszczenia socjalno-biurowe i rozbudowano część produkcyjno-techniczną. Na lata 1971-1975 władze przewidziały budowę nowego zakładu mleczarskiego. W efekcie tych działań utworzono w lokalnej szkole klasy zawodowe, które miały przygotowywać uczniów do pracy w przetwórstwie mleczarskim. W sierpniu 1974 roku otwarto pierwszy sklep firmowy OSM przy ulicy Wolności we Włoszczowie. Rok później, w 1975 roku, oddano do użytku nowy zakład przy ulicy Jana Kochanowskiego. Dzięki zastosowaniu nowoczesnych na tamte czasy technologii i wyposażeniu zakładu w innowacyjne urządzenia, zwiększono zdolność przetwórczą mleka oraz produkcję sera, co pozwoliło również na zatrudnienie większej liczby pracowników.

#### Zmiany w obliczu transformacji ustrojowej
Lata 80. XX wieku były okresem istotnych zmian w polskim społeczeństwie, polityce i gospodarce. 14 listopada miało miejsce Nadzwyczajne Walne Zgromadzenie Przedstawicieli, podczas którego powołano Okręgową Spółdzielnię Mleczarską we Włoszczowie. Po transformacji ustrojowej w 1989 roku pojawiły się sprzyjające warunki do rozwoju spółdzielczości, jednocześnie konieczne stało się zabezpieczenie krajowego rynku mleka przed napływem zagranicznych produktów. W 1991 roku powstało Krajowe Porozumienie Spółdzielni Mleczarskich, które miało na celu ochronę tego rynku. W latach 90., dzięki dalszej modernizacji zakładu, stale poprawiano jakość i zwiększano produkcję wyrobów z Włoszczowy. Wprowadzono na rynek nowe, cieszące się dużą popularnością produkty, takie jak serek „Gucio” oraz serek wiejski. Po zamknięciu sklepu przy ulicy Wolności w 1994 roku, oficjalnie otwarto nowy sklep firmowy OSM przy ulicy Żwirki 10, który działa w tej lokalizacji do dzisiaj.

#### Prężny rozwój OSM Włoszczowa na początku XXI wieku
Przystąpienie Polski do Unii Europejskiej w 2004 roku było kluczowym i przełomowym momentem w historii. Już rok wcześniej, na mocy pozytywnej decyzji Komisji Europejskiej, OSM rozpoczęła eksport swoich produktów na rynki zagraniczne. W 2005 roku zakład w Pawłowicach został przejęty, co pozwoliło na poszerzenie oferty o twaróg półtłusty w formie popularnej krajanki. W 2012 roku spółdzielnia przejęła OSM Lubliniec-Dobrodzień. Dzięki konsekwentnej strategii rozwoju, Włoszczowa zdobyła szerokie uznanie zarówno na rynku krajowym, jak i międzynarodowym. Spółdzielnia skorzystała z tej okazji, znacznie rozszerzając eksport do Rosji, Ukrainy oraz krajów bałkańskich, a także dostarcza swoje produkty do Izraela, dbając o przestrzeganie rygorystycznych zasad koszerności.

#### Obecne czasy
Obecnie Okręgowa Spółdzielnia Mleczarska we Włoszczowie należy do czołowych producentów mleczarskich w Polsce, zarówno pod względem przychodów, jak i ilości przetwarzanego mleka. W 2015 roku, przy nakładzie 28 milionów złotych, uruchomiono najnowocześniejszą w kraju, w pełni zautomatyzowaną linię do produkcji sera. Zakład stosuje certyfikaty oraz systemy jakości takie jak ISO, HACCP i BRC. Spółdzielnia nieustannie inwestuje w rozwój sprzedaży swoich wyrobów zarówno na rynku krajowym, jak i zagranicznym. Produkty OSM Włoszczowa są dostępne m.in. w USA, Chinach i Australii, a ich sery i inne wyroby mleczne regularnie zdobywają liczne nagrody i wyróżnienia.

### EFFECTOR S.A.[24]

#### Powstanie EFFECTOR S.A.
Firma powstała w 1991 roku pod nazwą PPHU LECH-POL, jednak początkowo nie była związana z branżą budowlaną.

#### Czasy współczesne
Dziś EFFECTOR S.A. uznaje się za jednego z liderów branży budowlanej w Polsce. Firma dostarcza produkty aluminiowe, oferuje usługi związane z obróbką aluminium oraz produkuje wysokiej jakości szyby zespolone i szkło specjalistyczne.

## Herb Miasta Włoszczowa
Wizerunek herbu ewoluował od połowy XVI w. W zasadzie nie zmieniała się jego górna część, czyli rysunek dwóch wież. Z prawej (heraldycznej) wygląda głowa białego konia – element herbu „Staż” Szafrańców – byłych właścicieli Włoszczowy. Z lewej głowa białego ptaka (nieznanego pochodzenia). Dolna część jest podzielona na dwie części. Po prawej stronie znajduje się połowa orła bez korony. Z lewej litera „K” w koronie – nawiązanie do przynależności do dawnego województwa kieleckiego.

## Miasta partnerskie
- Le Passage[25]

## Części miasta
Można wyróżnić następujące osiedla:
- „Miasto” – najstarsza miejska część Włoszczowy z XVI-wiecznym układem urbanistycznym.
- Podzamcze – miejsce początkowego osadnictwa.
- Włoszczówka (Przedmieście) – nazwa zapomniana, choć coraz częściej pojawiająca się na dokładniejszych mapach. Obecnie to część ulicy Partyzantów.
- Górki – uliczki na południe od Rynku, ul. Kilińskiego.
- Górajek – nazwa pochodzi od nazwiska dziedziczki Włoszczowy – Gorajskiej. Ulica Jędrzejowska oraz tzw. Górajek Beliński – droga wylotowa w kierunku Kielc.
- Zielonka – część ulicy Sienkiewicza w okolicy dworca PKS.
- Podlipie – Wylotówka na Jędrzejów, za linią kolejową Kielce-Częstochowa.
- Osiedla wzdłuż osi ulicy Wiśniowej – Osiedle Jana Brożka, Władysława Broniewskiego i Armii Krajowej.
- Północ – najmłodsza „dzielnica” osiedlowa przy linii kolejowej CMK.
- Potarganka – ulica Wiejska (dawniej ul. Gwardii Ludowej) od ul. Partyzantów do granic administracyjnych miasta. Ulica wytyczona została prawdopodobnie jeszcze w XVII lub XVIII w. i łączyła Włoszczowę z Chotowem i Olesznem. Nazwa Potarganka wprowadzona została jeszcze w pierwszej połowie XX wieku i miała złośliwy, pejoratywny charakter[27]. Nazwa przyjęła się i na stałe używana jest przez wielu mieszkańców miasta.

## Transport

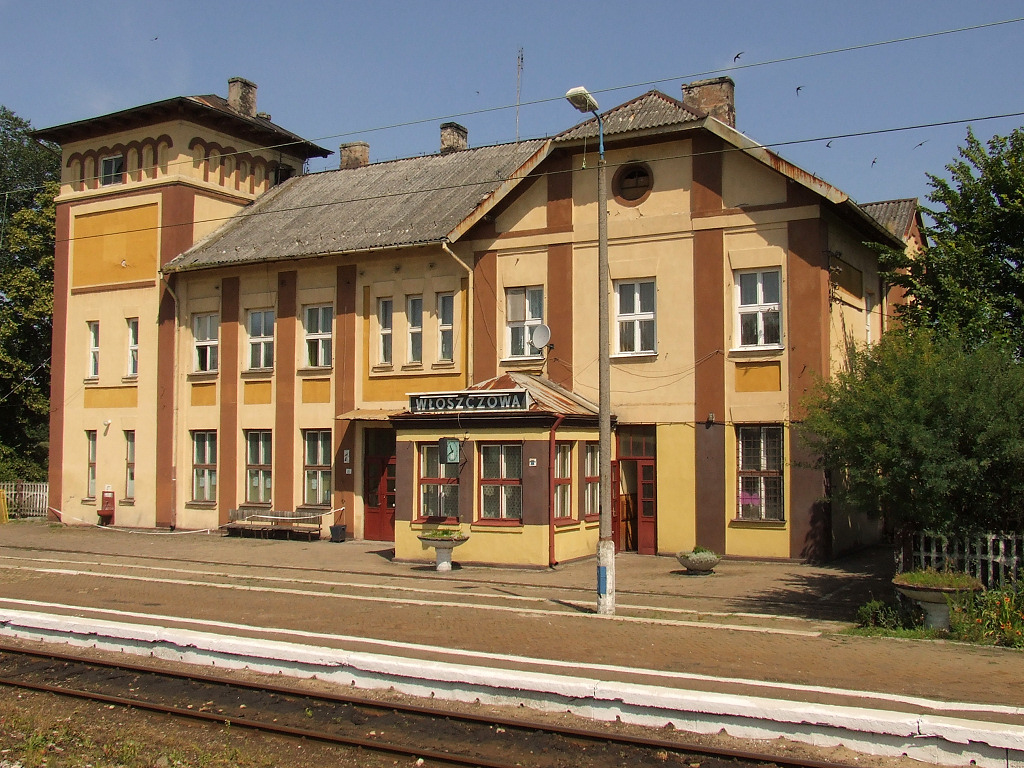
Włoszczowa – budynek stacyjny

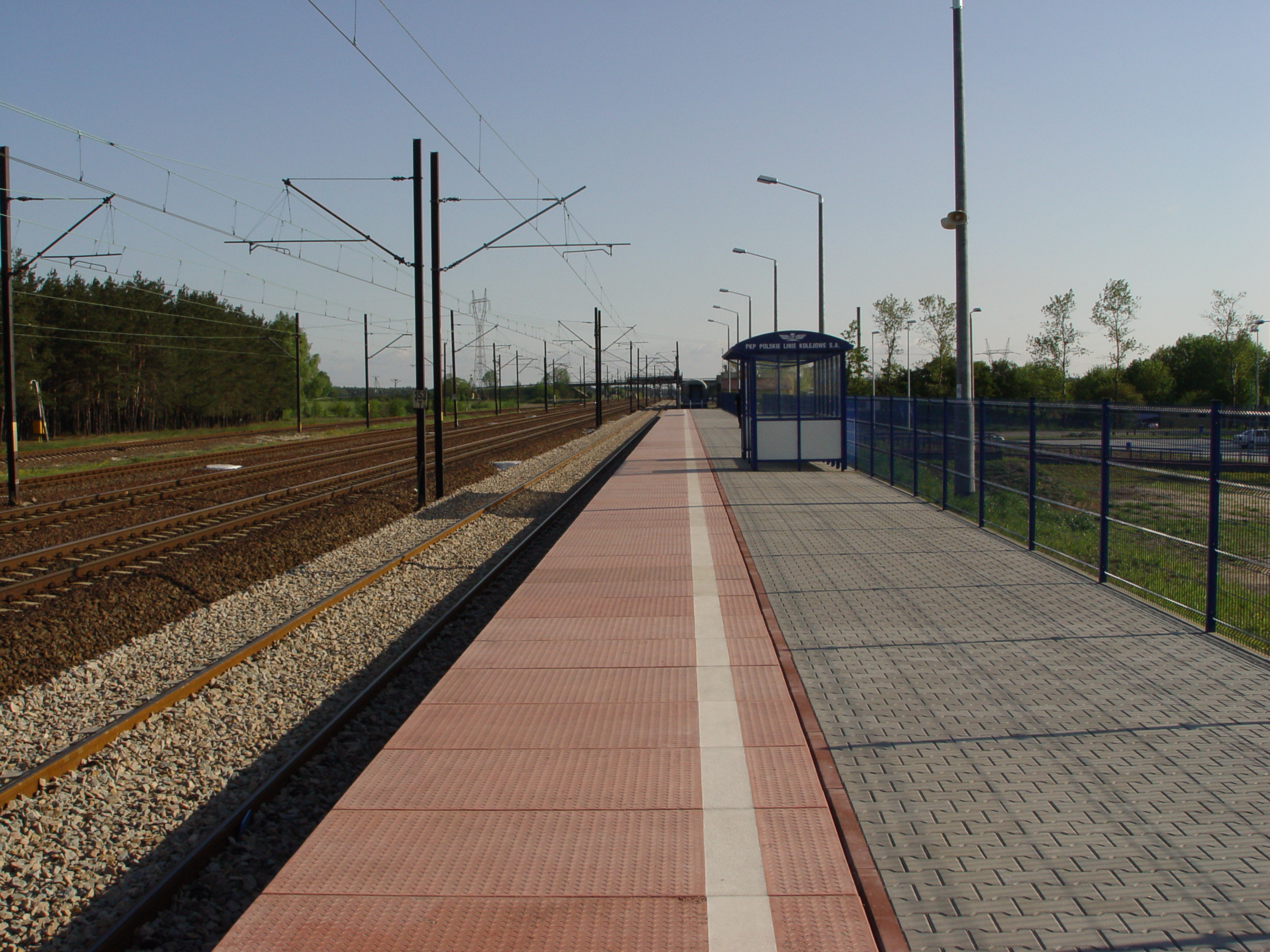
Włoszczowa Północ

### Transport drogowy
Przez Włoszczowę przebiegają drogi wojewódzkie:
- 786 Kielce – Częstochowa
- 742 Przygłów – Nagłowice
- 785 Włoszczowa – Ciężkowice

### Transport kolejowy
Włoszczowa posiada dwie stacje kolejowe:
- 61 Włoszczowa na trasie Kielce – Częstochowa.
- 4 Włoszczowa Północ na trasie Grodzisk Mazowiecki – Zawiercie (Centralna Magistrala Kolejowa).

Z tej stacji jeżdżą pociągi do Warszawy, Gliwic, Krakowa, Katowic, Krynicy, Poznania, a także Pragi, Budapesztu, Wiednia i Wilna. 
Do roku 2012 na stacji zatrzymywał się także pociąg międzynarodowy „Vltava” do Pragi i Moskwy przez Terespol.

### Transport lotniczy
W mieście znajduje się prywatne śmigłowcowe lądowisko ZPUE Włoszczowa.

## Ochrona środowiska
Miasto Włoszczowa otoczone jest  Włoszczowsko-Jędrzejowskim Obszarem Chronionego Krajobrazu. Miasto, podobnie jak cała gmina, objęte jest programem segregacji odpadów. Posiada własne składowisko odpadów na Kępnym Ługu oraz oczyszczalnię ścieków przy ul. Wiejskiej (wybudowana w połowie lat dziewięćdziesiątych XX wieku).

## Edukacja

### Szkoły podstawowe
Oświata w mieście:
- Zespół Placówek Oświatowych nr 1 im. Józefa Piłsudskiego.
- Szkoła Podstawowa nr 2 im. Partyzantów Ziemi Włoszczowskiej

### Szkoły średnie
Szkoły ponadpodstawowe:
- I Liceum Ogólnokształcące im. gen. Władysława Sikorskiego we Włoszczowie
- Zespół Szkół Nr 2 im. Hetmana Stefana Czarnieckiego we Włoszczowie
- Zespół Szkół nr 3 im. Stanisława Staszica we Włoszczowie

### Szkolnictwo wyższe
Najbliższe szkoły wyższe znajdują się:
w Kielcach (ok. 50 km od Włoszczowy): 
- Uniwersytet Jana Kochanowskiego w Kielcach (UJK)

- Politechnika Świętokrzyska
- Wyższa Szkoła Ekonomii, Prawa i Nauk Medycznych im. prof. Edwarda Lipińskiego w Kielcach

w Częstochowie (ok. 65 km od Włoszczowy):
- Uniwersytet Jana Długosza w Częstochowie
- Politechnika Częstochowska
- Wyższa Szkoła Lingwistyczna w Częstochowie

Dawniej istniał Zamiejscowy Ośrodek Dydaktyczny Politechniki Świętokrzyskiej we Włoszczowie przy I Liceum Ogólnokształcącym im. gen. Władysława Sikorskiego. Prowadzone były zajęcia dla kierunku studiów zarządzanie i inżynieria produkcji.

## Kultura
Organizacje pozarządowe działające w zakresie kultury i lokalnego dziedzictwa:
- Włoszczowskie Towarzystwo Krzewienia Kultury – stowarzyszenie powstałe w roku 1959. Towarzystwo ufundowało pamiątkowy głaz na grobie barda ludowego Piotra Piecha z Kurzelowa i odremontowało wiatrak w Krasocinie, w którym urządzono Muzeum Chleba[32].
- Włoszczowskie Towarzystwo Historyczne – stowarzyszenie założone w roku 2007. Towarzystwo prowadzi działalność w zakresie pogłębiania i upowszechniania wiedzy historycznej w regionie, inicjowania badań nad przeszłością miasta Włoszczowa i powiatu włoszczowskiego, edukacji oraz ochrony zabytków kultury[33].
- Ochotnicza Straż Pożarna we Włoszczowie – organizacja utworzona w 1900 r., rozpoczęła działalność w 1901, w 1993 r. otrzymała statut i status stowarzyszenia; jednym z celów statutowych tej jednostki OSP jest działalność na rzecz kultury, sztuki, ochrony dóbr kultury i dziedzictwa narodowego.

Instytucje kultury:
- Dom Kultury

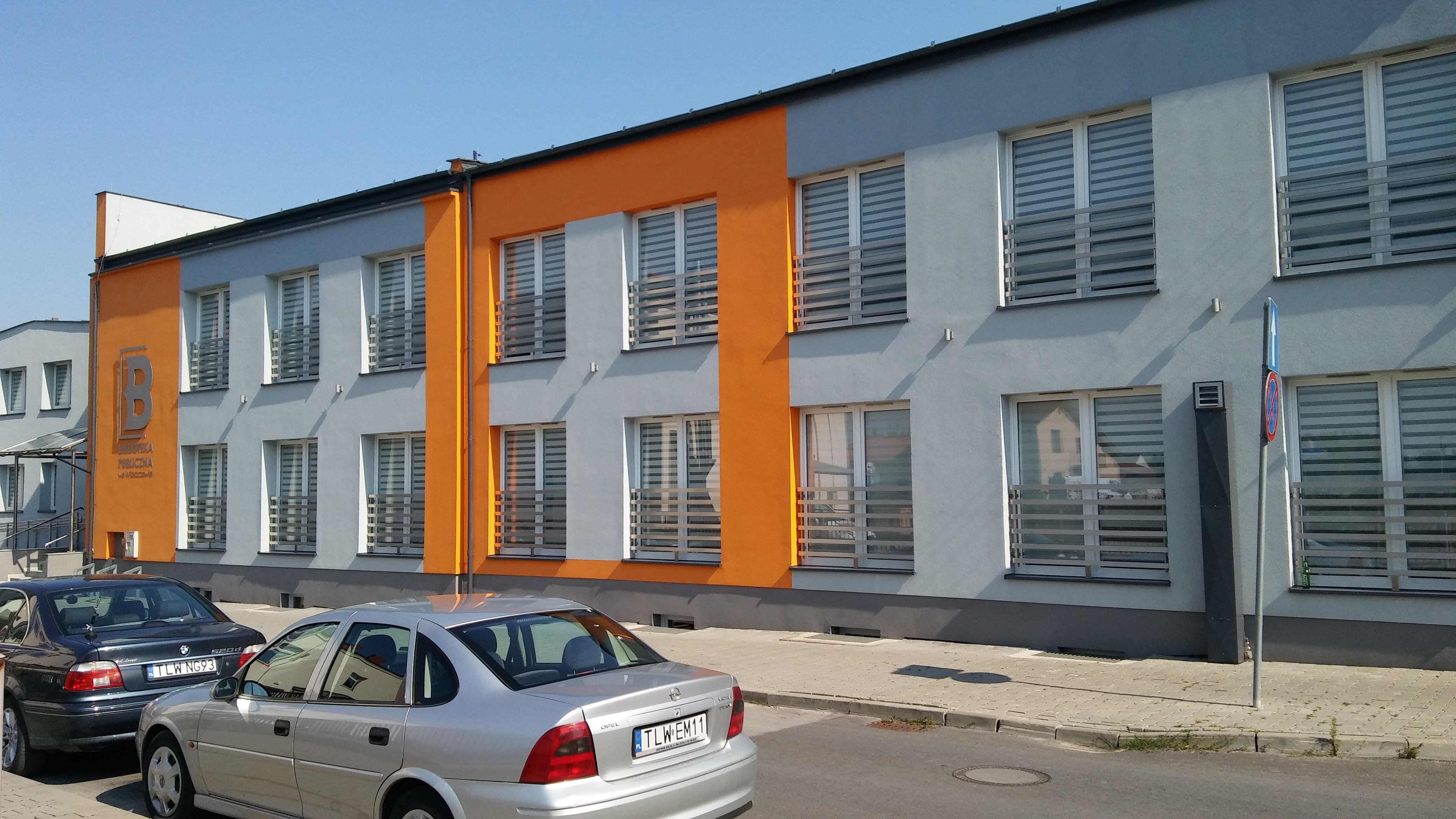
Budynek Biblioteki Miejskiej we Włoszczowie.

- Powiatowe Centrum Kulturalno-Rekreacyjne we Włoszczowie
- Miejska Biblioteka Publiczna

- Włoszczowa posiada również swoją telewizję internetową o nazwie Włoszczowa Online, która wspiera działania kulturalne, społeczne i sportowe, będąc społeczną telewizją lokalną prowadzoną przez Orbital Center Spółdzielnię Socjalną.

## Sport
W mieście, od 1947 roku, działa klub piłki nożnej, Hetman Włoszczowa, grający obecnie w IV lidze polskiej piłki nożnej. W 2012 roku Hetman Włoszczowa powiększył się o sekcję siatkarską. Od 2007 roku istnieje także drugi klub piłkarski, Deko Włoszczowa.
Jest również klub piłki siatkowej dziewcząt UKS Victoria Włoszczowa.

## Wspólnoty wyznaniowe
Na terenie miasta erygowano dwie parafie Kościoła rzymskokatolickiego. Pierwsza parafia rzymskokatolicka pw. św. Jakuba powstała prawdopodobnie w XIV wieku. Włoszczowa jest siedzibą dekanatu włoszczowskiego. Obecne parafie to: parafia pw. Wniebowzięcia Najświętszej Marii Panny; parafia pw. bł. Józefa Pawłowskiego z grona 108 męczenników II wojny światowej (od 11 października 1999).
Z Włoszczową jako miastem dzieciństwa związany był bp Mieczysław Jaworski, ur. w 1930 r., w latach 1982–2001 bp tyt. Rapidum i sufragan kielecki, zm. w. 2001 r. Popiersie w kościele Wniebowzięcia NMP z napisem: Nigdy stąd nie odszedłem.
Działalność religijną w mieście prowadzi także Kościół Chrześcijan Wiary Ewangelicznej, protestancka wspólnota o charakterze ewangelicznym. Działalność kaznodziejską prowadzi również zbór Świadków Jehowy.
Na terenie miasta działają następujące wspólnoty religijne:
- Kościół Chrześcijan Wiary Ewangelicznej:
  - zbór „Wspólnota Ewangeliczna”, ul. Stefana Czarnieckiego 19
- Kościół rzymskokatolicki:
  - parafia bł. ks. Józefa Pawłowskiego z Grona 108 Męczenników
  - Parafia Wniebowzięcia Najświętszej Maryi Panny we WłoszczowieKościół Wniebowzięcia Najświętszej Maryi Panny we Włoszczowie.
- Świadkowie Jehowy:

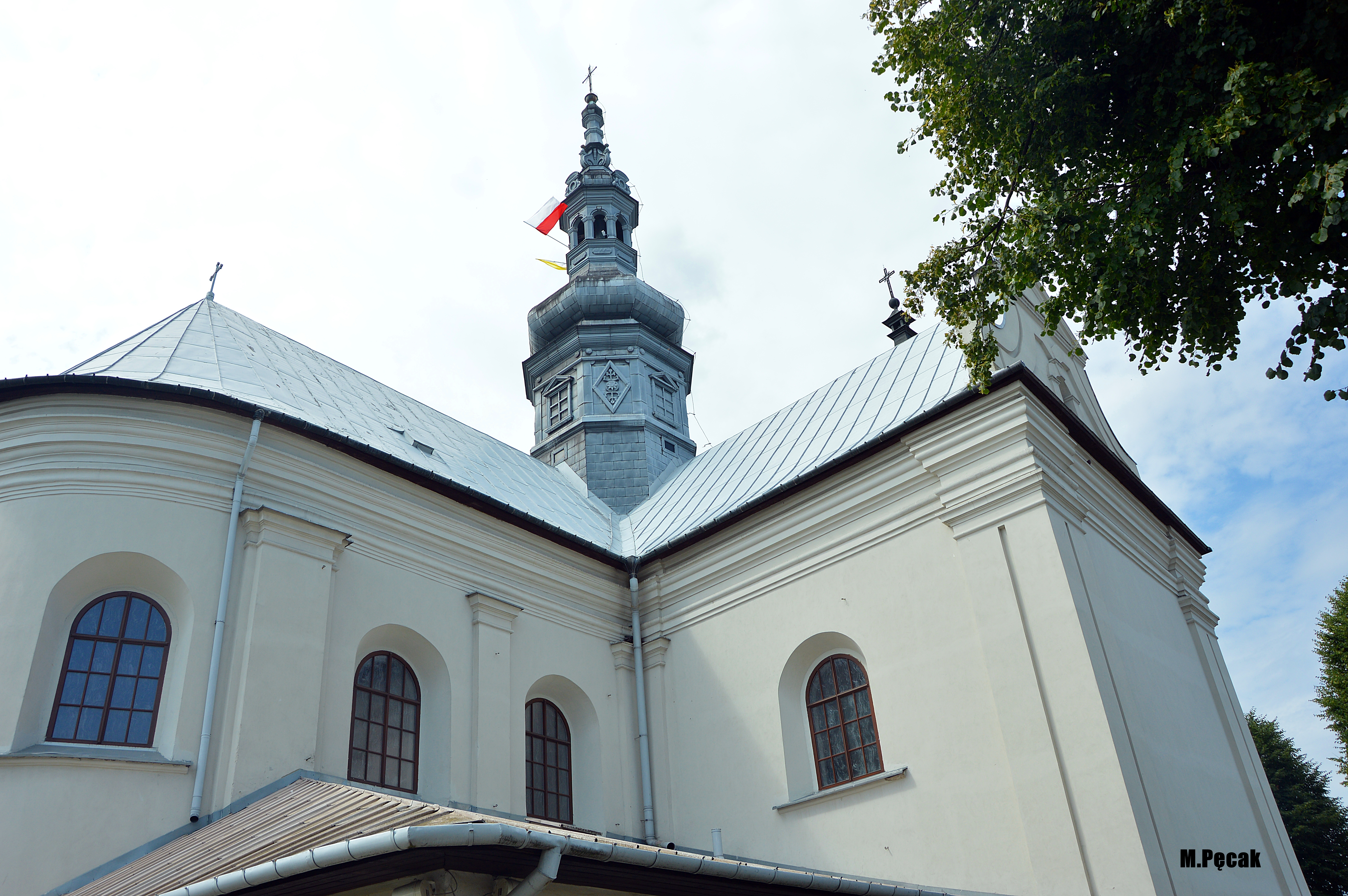
Kościół Wniebowzięcia Najświętszej Maryi Panny we Włoszczowie.

  - zbór Włoszczowa (Sala Królestwa ul. Sobieskiego 84)[37]

## Burmistrzowie Włoszczowy
- Paweł Ameryk (1990–1998)
- Władysław Oksiński (1998–2002)
- Józef Grabalski (2002–2006)
- Bartłomiej Dorywalski (2006–2010, 2010–2014)
- Ireneusz Pietraszek (2010, jako komisarz)
- Grzegorz Dziubek (2014–obecnie)

## Ludzie związani z Włoszczową
Wśród nich szereg profesorów:
- Jan Cisowski
- Ewa Błońska
- Krystyna Borecka
- Jan Władysław Długosz
- Ryszard Jaszewski
- Zbigniew Ignacy Kaczkowski
- Zdzisław Kaczmarek
- Jarosław Kowalik
- Janina Urszula Mikołajska
- Jacek Nowak
- Małgorzata Przeniosło
- Marek Przeniosło
- Andrzej Ślęzak
- Henryk Witczyk